# Paracalliactis michaelsarsi
Paracalliactis michaelsarsi är en havsanemonart som beskrevs av Oscar Henrik Carlgren 1928. Paracalliactis michaelsarsi ingår i släktet Paracalliactis och familjen Hormathiidae. Inga underarter finns listade i Catalogue of Life.